# Berthold-Auerbach-Literaturpreis
Den Berthold-Auerbach-Literaturpreis stiftete die Stadt Horb am Neckar 1982 aus Anlass des 100. Todestags Berthold Auerbachs. Anfangs wurde der Preis in unregelmäßigen Abständen verliehen; seit 2002 folgt die Verleihung einem fünfjährlichen Turnus. Die von einer unabhängigen Jury ausgewählten Preisträger „sollen in einem literarischen, thematischen und/oder regionalen Bezug zu Berthold Auerbach stehen“. Die Auszeichnung ist mit 2500 Euro dotiert.

## Preisträger
- 1982: Klaus Dieter Lauer
- 1996: Walle Sayer
- 2002: Kurt Oesterle
- 2007: Egon Gramer
- 2012: Susann Pásztor[1]
- 2017: Hermann Kinder
- 2022: Tina Stroheker